# Basílica de Santa Maria Assunta (Torcello)

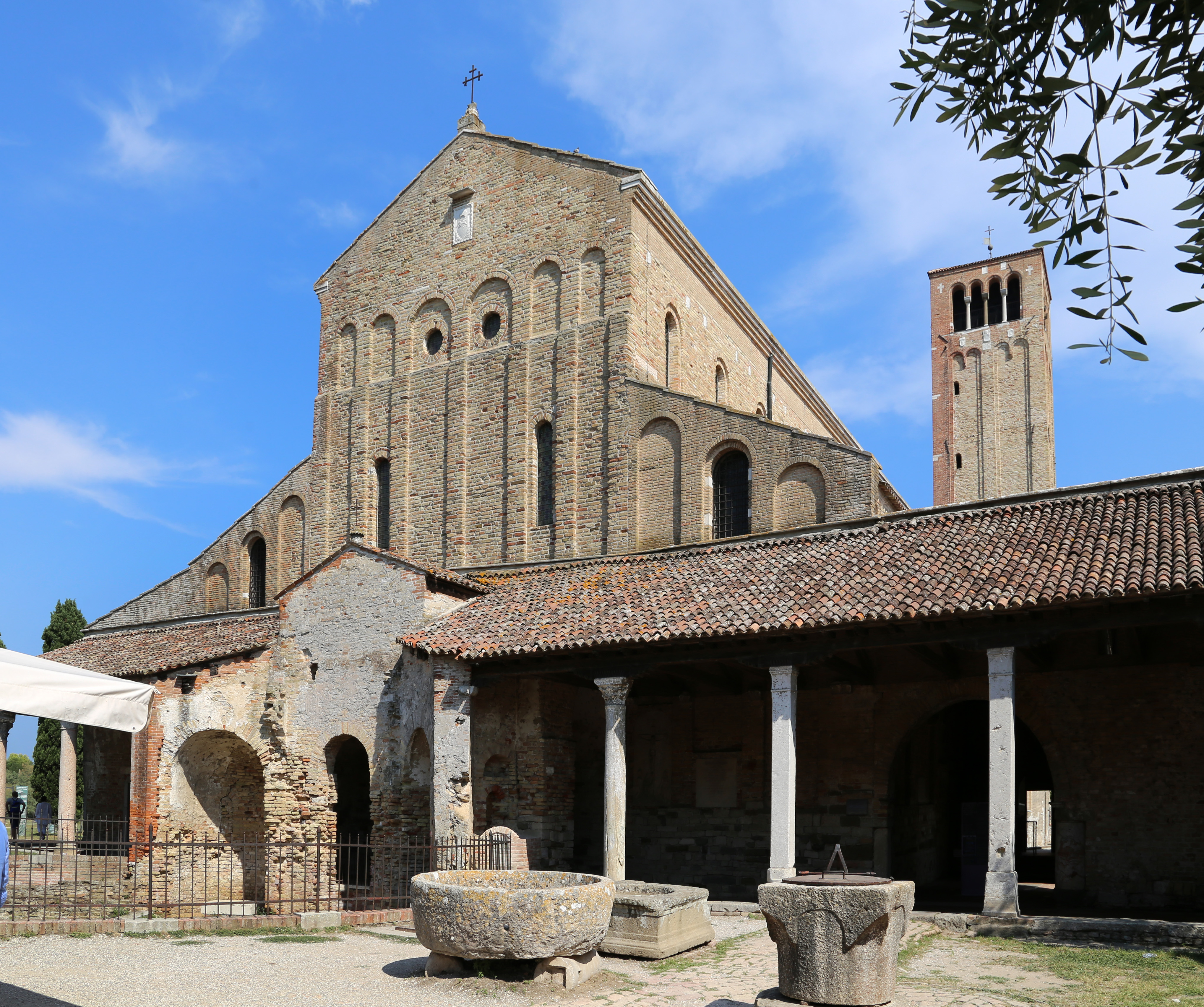
Basílica de Santa Maria Assunta

A Basílica de Santa Maria Assunta é a principal local de culto católica na ilha de Torcello, na lagoa veneziana, e a antiga catedral da suprimida diocese de Torcello.
 O edifício com uma planta basilical, um exemplo significativo do estilo paleocristão tardio, fica a uma curta distância do que resta da antiga praça da cidade e quase isolado no meio da ilha. Ao lado dela encontram-se a igreja de Santa Fosca e as fundações do batistério dedicado a São João, hoje desaparecido: os três edifícios constituíam um único complexo religioso. A torre sineira está sozinha não muito longe e é um dos marcos característicos da zona norte da lagoa. A mesma praça tem também vista para os dois edifícios históricos Palazzo del Consiglio e Palazzo dell'Archivio, que alberga o Museu Provincial de Torcello. Tem a dignidade de basílica menor.